# Forléans
Forléans ist eine französische Gemeinde mit 112 Einwohnern (Stand 1. Januar 2022) im Département Côte-d’Or in der Region Bourgogne-Franche-Comté. Sie gehört zum Kanton Semur-en-Auxois und zum Arrondissement Montbard.
Nachbargemeinden sind Montberthault im Nordwesten,  Époisses im Norden, Torcy-et-Pouligny im Nordosten, Vic-de-Chassenay im Osten, Thoste im Südosten und Courcelles-Frémoy im Südwesten.

## Bevölkerungsentwicklung
| Jahr      | 1962 | 1968 | 1975 | 1982 | 1990 | 1999 | 2008 | 2018 |
| --------- | ---- | ---- | ---- | ---- | ---- | ---- | ---- | ---- |
| Einwohner | 97   | 103  | 93   | 95   | 77   | 79   | 83   | 102  |

Quellen: Cassini und INSEE

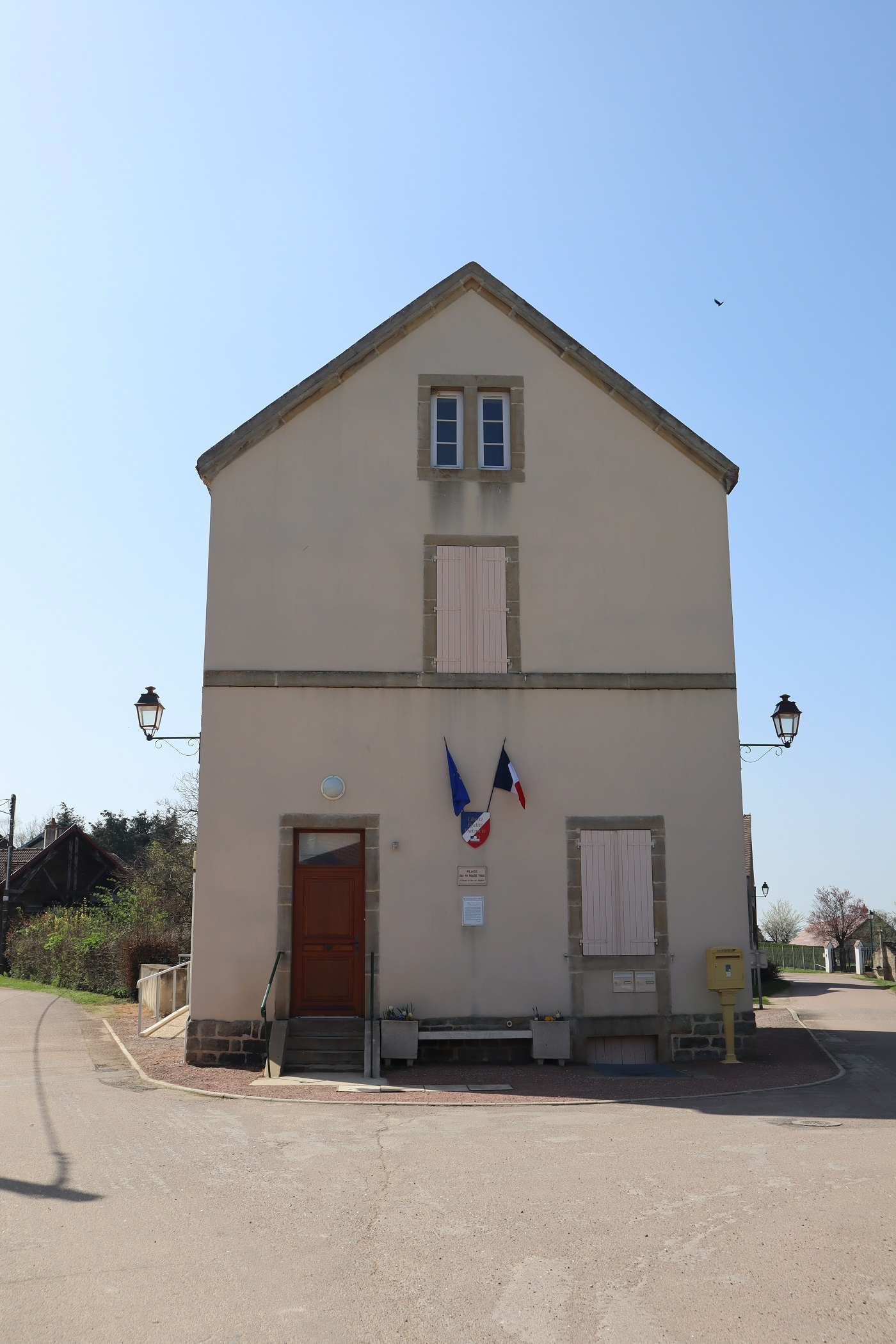
Mairie Forléans
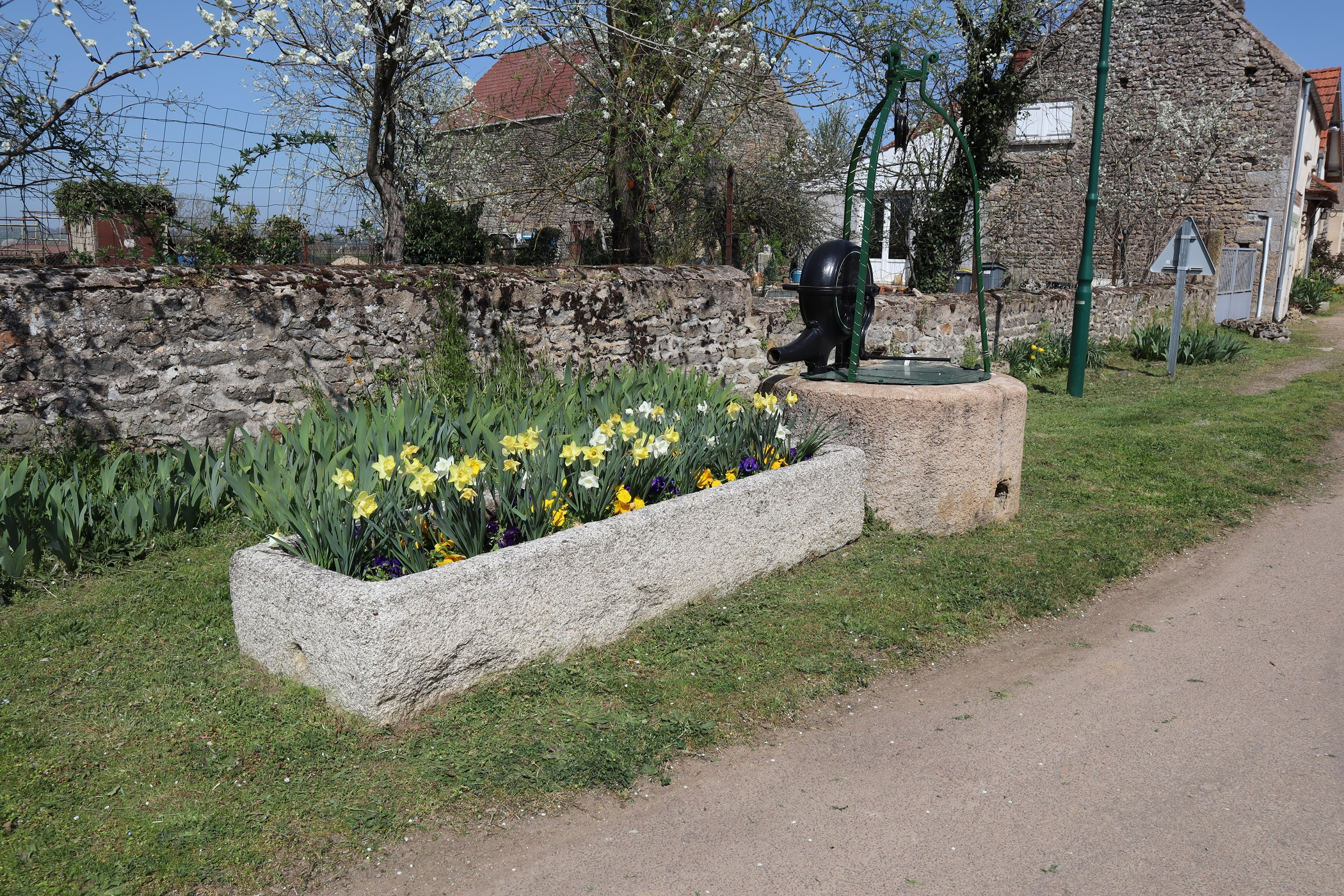
Brunnen
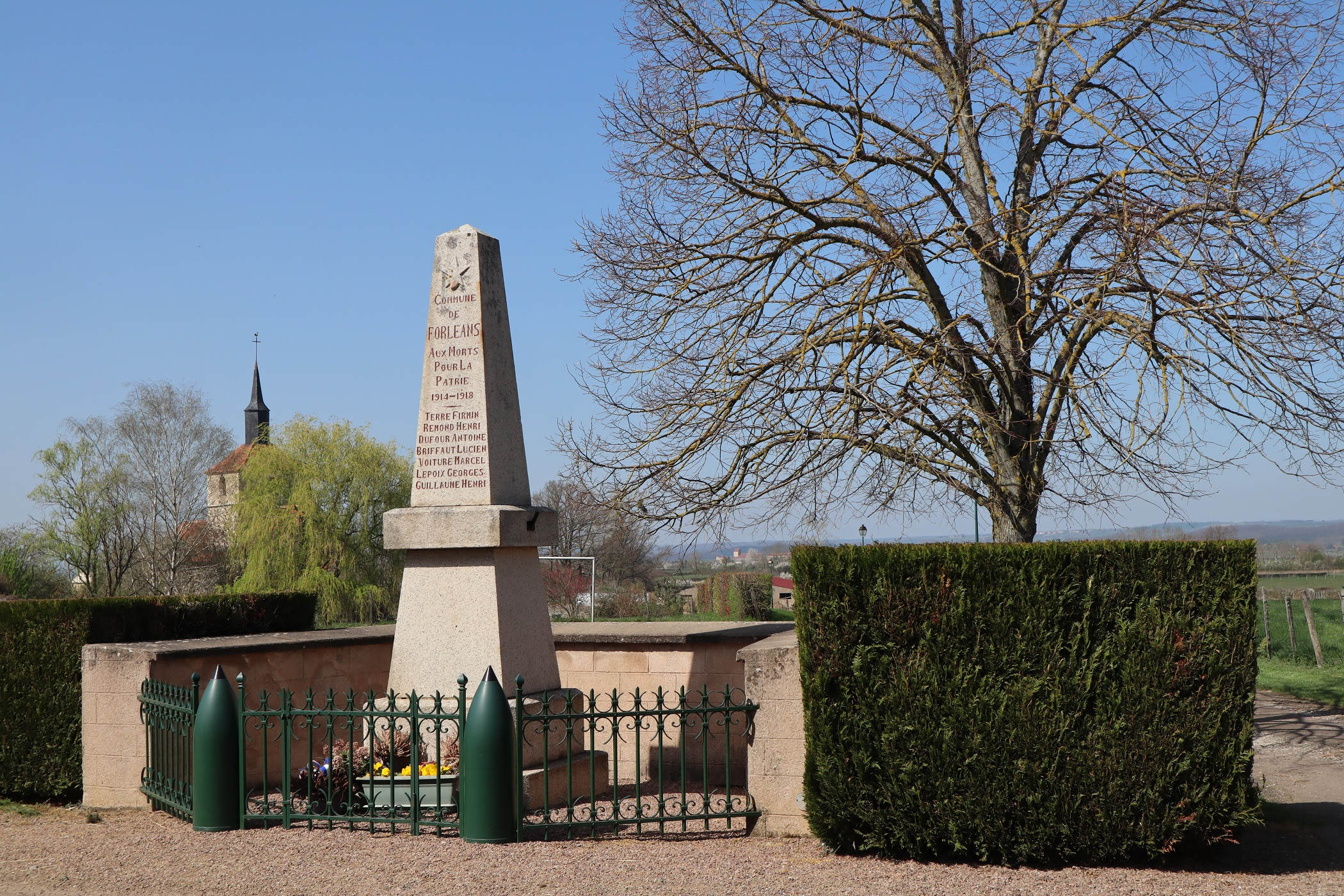
Gefallenendenkmal